# Armando Estrada
Hazem Ali (Chicago, 20 december 1978), beter bekend als Armando Estrada, is een Amerikaans professioneel worstelaar en manager die werkzaam was bij World Wrestling Entertainment (WWE).

## In worstelen
- Finishers en signature moves
  - Lifting inverted DDT
  - Short–range lariat

- Worstelaars gemanaged
  - Robbie Dawber
  - Umaga

## Prestaties
- Cuba Wrestling
  - Cuba Heavyweight Championship (1 keer)

- Pro Wrestling Report
  - Manager van het jaar (2006)